# توماس گرونمن
توماس گرونمن (انگلیسی: Tuomas Grönman؛ زادهٔ ۲۲ مارس ۱۹۷۴) بازیکن هاکی روی یخ، و روان‌شناس اهل فنلاند است.